# Lepthyphantes mbaboensis
Lepthyphantes mbaboensis este o specie de păianjeni din genul Lepthyphantes, familia Linyphiidae, descrisă de Bosmans, 1986.
Este endemică în Camerun. Conform Catalogue of Life specia Lepthyphantes mbaboensis nu are subspecii cunoscute.